# Episodi de Il giudice Mastrangelo (prima stagione)
La prima stagione della serie televisiva Il giudice Mastrangelo andò in onda in prima visione su Canale 5 tra il 2005 e il 2006.
| nº | Titolo                 | Prima TV Italia  |
| -- | ---------------------- | ---------------- |
| 1  | Fiori d'arance amare   | 12 dicembre 2005 |
| 2  | La notte della pizzica | 13 dicembre 2005 |
| 3  | Sotto il ponte         | 20 dicembre 2005 |
| 4  | La sposa sirena        | 27 dicembre 2005 |
| 5  | Un colpo di pistola    | 3 gennaio 2006   |
| 6  | La mongolfiera         | 10 gennaio 2006  |